# Schloss Wiedersee
Das Schloss Wiedersee (polnisch Pałac w Wydrznie) ist ein Schloss sich beim Dorf Wydrzno (heute zur Gmina Łasin) im Powiat Grudziądz im Landkreis Graudenz im historischen Westpreußen.
Das Herrenhaus wurde von 1861 bis 1862 im Auftrag von Freiherr von Katzeler erbaut. Baumeister war Neubert aus Wrietzen, die Parkanlagen wurden nach Plänen von Gartendirektor Schondorf angelegt. Nach 1900 war die Familie von Windisch Besitzer.